# Prosopocera wahlbergi
Prosopocera wahlbergi är en skalbaggsart som först beskrevs av Aurivillius 1891.  Prosopocera wahlbergi ingår i släktet Prosopocera och familjen långhorningar.
Artens utbredningsområde är:
- Botswana.
- Malawi.

Inga underarter finns listade i Catalogue of Life.